# Канідром

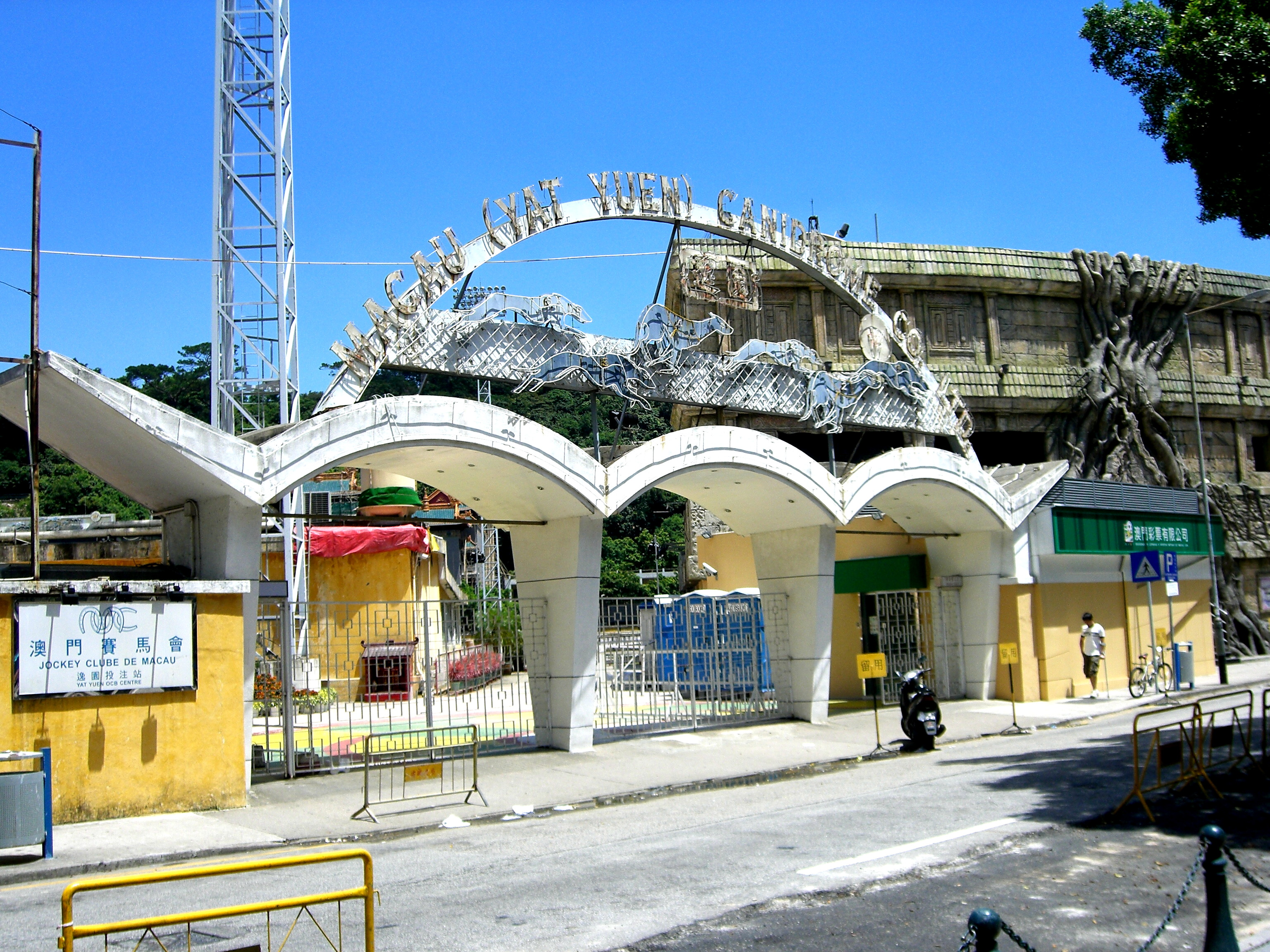
Канідром в Макау

Канідром (порт. canídromo) — спеціалізований комплекс для проведення собачих перегонів (за аналогією з іподромом). У зв'язку з успішною діяльністю захисників тварин, законодавчими заборонами і зменшенням популярності собачих перегонів, число таких закладів у всьому світі скорочується. Наприклад, в США, станом на червень 2015 року, залишилося лише 21 такий заклад, відомих у цій країні як dog tracks або dog racing tracks , а у всій Азії - лише один, в Макао (Китай) .

## Канідром в Макао

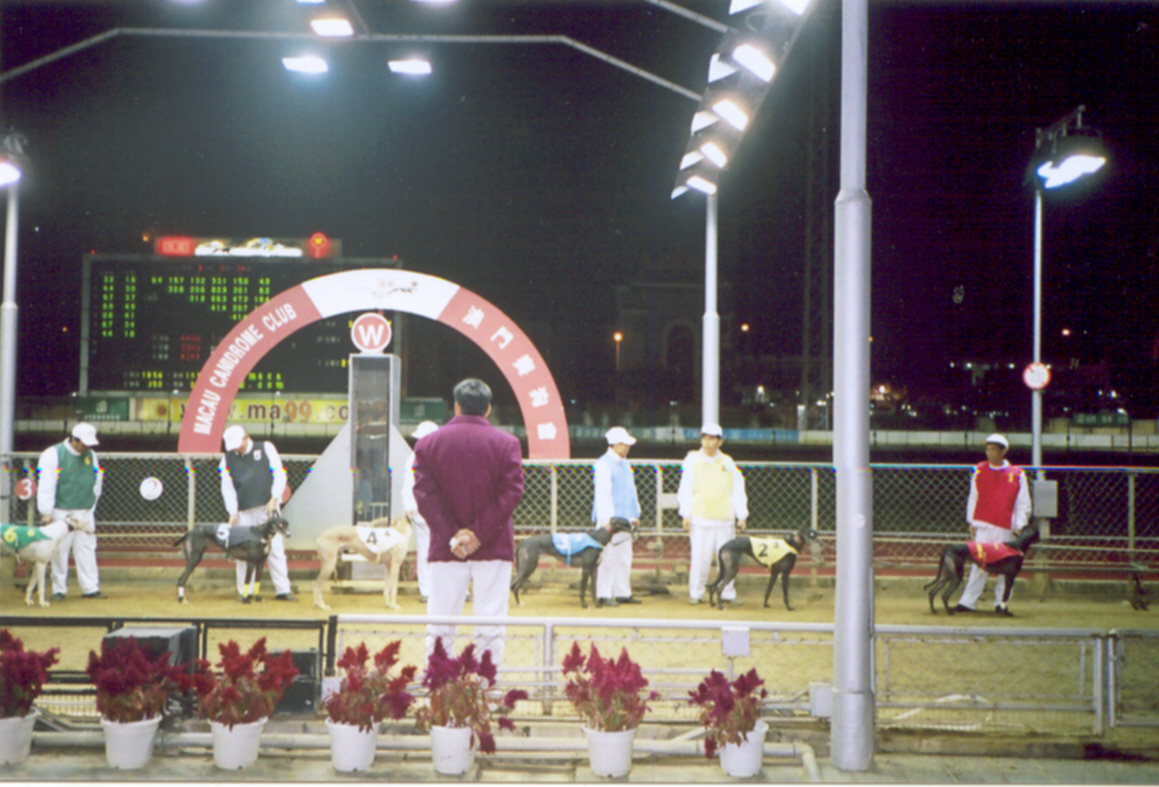
Парад собак перед початком перегонів

В даний час слово «канідром» частіше вживається як власне ім'я комплексу, що знаходиться в Макао (Китай). Він утримується компанією Companhia de Corridas de Galgos Macau (Yat Yuen), SA, якій також належать 7 пунктів для прийняття ставок (один на самому канідроме, і 6 в різних районах міста) .
Всього на канідромі міститься 730 собак . Комплекс має 400-метрову бігову доріжку для собак , дві трибуни, кілька приватних боксів і VIP-ложу.
Собачі перегони на канідромі Макао проводяться зазвичай вечорами, з 18:00 до опівночі .
Вперше канідром був відкритий в Макао в 1931 році, після відкриття канідрома в Шанхаї (побудований в 1928 році, вміщував до 50 тисяч чоловік). Але інтерес до собачих перегонів в Макао швидко спав, і канідром закрився в 1938 році. У 1963 році нові господарі відремонтували і знову відкрили канідром в Макао; в 2013 році він відзначив свій 50-річний ювілей .
Гончі собаки (англійські хорти) для перегонів в Макао поставляються в основному з Австралії, де собачі перегони і розведення собак для них мають добре розвинену традицію. Списаних собак, як правило, знищують; за даними за 2010 рік, їх було вбито 383 штук. З цієї причини в останні роки канідром в Макао стикається з критикою захисників тварин .
При канідромі є ресторан .
Інший відомий канідром раніше існував в Шанхаї. У 1949 році був закритий комуністами в рамках заборони азартних ігор . Багато його співробітників перебралися в Макао, і устаткування з Шанхаю було використано на канідромі в Макао. Привезений з Шанхаю мотор, що тягне механічного зайця, за яким біжать собаки, працює і донині .